# Bagnoli Friularo
Unter dem Namen Bagnoli Friularo oder Friularo di Bagnoli gibt es Rotweine, die in der norditalienischen Provinz Padua, Region Venetien, erzeugt werden. Es werden auch Weine mit dem Prädikat „Riserva“ und „Vendemmia tardiva“ (Spätlese) produziert. Die Weine haben seit 2011 eine „kontrollierte und garantierte Herkunftsbezeichnung“ („Denominazione di Origine Controllata e Garantita“ – DOCG), die zuletzt am 7. März 2014 aktualisiert wurde.

## Anbaugebiet
Folgende Gemeinden in der Provinz Padua sind für den Anbau und die Erzeugung zugelassen: Agna, Arre, Bagnoli di Sopra, Battaglia Terme, Bovolenta, Candiana, Due Carrare, Cartura, Conselve, Monselice, Pernumia, San Pietro Viminario, Terrassa und Tribano.

## Erzeugung
Die Weine werden hauptsächlich (90–100 %) aus der Rebsorte Raboso Piave erzeugt. Höchstens 10 % andere rote Rebsorten, die für den Anbau in der Provinz Padua zugelassen sind, dürfen zugesetzt werden.
Folgende Weintypen werden erzeugt.
- Bagnoli Friularo oder Friularo di Bagnoli (auch als „Riserva“ und „Vendemmia tardiva“)
- Bagnoli Friularo Classico oder Friularo di Bagnoli Classico (auch als „Riserva“ und „Vendemmia tardiva“)
- Bagnoli Friularo Passito oder Friularo di Bagnoli Passito (aus sonnengetrockneten und teilrosinierten Trauben)
- Bagnoli Friularo Classico Passito oder Friularo di Bagnoli Classico Passito

Weine mit dem Prädikat „Classico“ werden nur in der Gemeinde Bagnoli di Sopra erzeugt. Weine mit dem Prädikat „Riserva“ müssen mindestens 24 Monate (davon 12 Monate im Fass) gereift sein. Die Spätleseweine dürfen frühestens nach einer Reifung von zwei Jahren im Eichenfass, gerechnet vom 1. November des Erntejahres ab, in den Handel gelangen. Alle anderen Weine müssen mindestens 12 Monate gereift sein.